# Горбунов, Владимир Иванович (учёный)
Владимир Иванович Горбунов  (19 апреля 1929, Днепропетровск — 2008, Томск) — специалист в области неразрушающих методов контроля материалов и радиационной защиты человека, профессор кафедры прикладной физики физико-технического факультета (ФТФ) ТПУ, Заслуженный профессор ТПУ (1998). Заслуженный деятель науки и техники РФ (1996).

## Биография
Владимир Иванович Горбунов родился 19 апреля 1929 года в Днепропетровске в рабочей семье. В 1941 году семья была эвакуирована на Алтай. В 1952 году Владимир Иванович окончил физико-технического факультет Томского политехнического института. Работал инженером на факультете. В 1957 году поступил учиться в аспирантуру, одновременно с учёбой в аспирантуре работал заведующим лабораторией по разработке индукционных ускорителей электронов — бетатронов, ассистентом, старшим преподавателем кафедры № 24 факультета. С 1960 по 1961 года занимал должность доцента кафедры № 24. В 1958 году защитил по спецтеме кандидатскую диссертацию. С 1961 года работал заведующим кафедры дозиметрии и защиты от ионизирующих излучений. В 1968 году защитил докторскую диссертацию по спецтеме. В 1968—1981 годах был директором НИИ ионизирующих излучений при Томском политехническом институте, заведующим кафедрой дозиметрии и защиты от ионизирующих излучений. С 1981 года — профессор кафедры № 12 физико-технического факультета ТПУ.
В 1958—1959 годах работал в Китае преподавателем в Пекинском университете, в Шанхайском университете, в Государственном политехническом институте Пекина. В 1960—1961 годах читал лекции в Чехословакии по вопросам работа ускорителей заряженных частиц. В 1974 году читал лекции в Индии, в университетах Дели и Рурки.
Область научных интересов: бетатронная дефектоскопия, изотопная и рентгеновская дефектоскопия, электромагнитная дефектоскопия и структуроскопия, радиационная интроскопия, дефектоскопия быстрыми электронами, контроль лесоматериалов.
В Томском политехническом институте читал курсы лекций: «Источники радиационного излучения», «Радиационная безопасность», «Радиационная дефектоскопия и интроскопия», «Дозиметрия и защита от ионизирующего излучения».
Владимир Иванович Горбунов имел 43 авторских свидетельств на изобретения, был автором 273 научных работ, включая 8 монографий,
под его научным руководством было подготовлено и защищено 9 докторских и 81 кандидатская диссертация.

## Награды и звания
- Орден «Знак Почета» (1971)
- Медали «За трудовую доблесть» (1961), «Китайско-Советской дружбы» (1959), "За доблестный труд.
- Заслуженный деятель науки и техники РФ (1996)
- Премия им. С. И. Вавилова (1972)
- Государственная премия Казахстана (1978)